# Михал Володыёвский
Михал Володыёвский (пол. Michał Wołodyjowski) — вымышленный герой исторической трилогии польского писателя Генрика Сенкевича, включающей романы «Огнём и мечом», «Потоп» и «Пан Володыёвский», а также экранизаций этих книг. Польский шляхтич, драгунский офицер, описываемый как человек невысокого роста и непревзойдённый мастер фехтования, постоянно терпящий неудачи в любовных делах. Друг Яна Скшетуского и Яна Онуфрия Заглобы, участник войн с казаками, татарами и шведами. Его прототипом стал существовавший в реальности Ежи Володыёвский (1620—1672). В экранизациях Володыёвского сыграли Тадеуш Ломницкий и Збигнев Замаховский.

## Роль в сюжете
Сенкевич изобразил Володыёвского как человека невысокого роста и субтильного телосложения, но при этом храброго воина и непревзойдённого мастера фехтования (часто звучит определение «маленький рыцарь»). Важная черта персонажа — его стремление достичь успеха в амурных делах и постоянные неудачи. Пан Михал впервые появляется в романе «Огнём и мечом»: это молодой человек, офицер драгунской конницы князя Иеремии Вишневецкого, друг главного героя, гусарского наместника Яна Скшетуского, и Яна Онуфрия Заглобы. Он участвует в войне с восставшими казаками, во время перемирия побеждает в поединке Юрко Богуна, вызволяет из плена невесту Скшетуского княжну Курцевич (1648—1649).
В начале второй части трилогии, «Потоп», Володыёвский служит в чине полковника под началом литовского гетмана Януша Радзивилла. Он побеждает в поединке Анджея Кмитица, похитившего Александру Биллевич. Позже Радзивилл переходит на сторону Швеции, но Володыёвский сохраняет верность Яну Казимиру и сражается на его стороне против шведов и бранденбуржцев (1655—1656). Он участвует в войнах с Трансильванией и с мятежником Ежи Себастьяном Любомирским, совершает дипломатическую поездку в Крым.
В заключительной части трилогии, романе «Пан Володыёвский», этот герой становится центральным персонажем. Он теряет накануне свадьбы невесту, Анусю Борзобогатую-Красенскую, решает уйти в монастырь, но отказывается от этого шага из-за хитростей Заглобы. Позже Володыёвский обретает семейное счастье с Барбарой (Басей) Езёрковской. Он командует конным отрядом на степной границе, где ведёт постоянную борьбу с татарами, казаками и разбойниками. Когда начинается большая война с Турцией, Володыёвский участвует в обороне Каменца-Подольского. После сдачи гарнизона он взрывает вместе с собой крепостные запасы пороха.
Прототипом пана Михала стал Ежи Володыёвский (1620—1672) — стольник пшемысльский, воевавший с татарами под началом Яна Собеского и действительно погибший в Каменце при взрыве пороха (впрочем, современники в большинстве своём считали это не самоубийством, а несчастным случаем). Ежи Володыёвский был женат, как и персонаж Сенкевича, на урождённой Езёрковской, но звали её Кристиной, она была к моменту этого замужества трижды вдовой, а позже вступила в пятый брак.
Сенкевич изобразил Володыёвского, наряду с другими героями своих исторических романов, как человека с простым и цельным характером, с сильными и непосредственными чувствами, без сомнений следующего нравственному кодексу шляхтича. В романе «Огнём и мечом» пан Михал вместе с хитрецом Заглобой и простодушным силачом Лонгином Подбипяткой образуют окружение главного героя, Скшетуского, и литературоведы видят здесь явное влияние волшебных сказок: каждый из героев обладает одной уникальной чертой, благодаря которой может помогать своему другу. В последней части трилогии Володыевский, всегда бывший отчасти комическим персонажем, поднимается до уровня эпического героя — «каменецкого Гектора», благодаря жертве которого Речь Посполитая находит в себе силы для отпора страшному врагу. По мнению литературоведа И. Горского, Володыёвский, в первой части трилогии изображённый, как обычный авантюрист, «типичный шляхетский рубака», в «Потопе» оказывается патриотом, а в третьем романе — мучеником, хотя фактически его характер не меняется.

## Память о персонаже
Историческая трилогия Сенкевича обрела огромную популярность в Польше. Благодаря этому прославились и основные персонажи. В честь Михала Володыёвского названы улицы в ряде городов Польши, включая Варшаву и Краков, турнир по фехтованию, который проходит в Варшаве с 1955 года. Яцек Качмарский написал песню «Пан Володыёвский», в которой каждый куплет заканчивается знаменитой поговоркой пана Михала «Это ничего». Ежи Лутовский и Войцех Килар написали «Песню о маленьком рыцаре».
Володыёвский появляется во всех экранизациях романов из трилогии. В фильме «Оборона Ченстоховы» (1915) его сыграл Стефан Ярач, в «Потопе» 1915 года — Пётр Старковский, в фильмах Ежи Гоффмана «Потоп» (1974) и «Пан Володыёвский» (1969) — Тадеуш Ломницкий. Этот же актёр сыграл Володыёвского в телесериале 1969 года «Приключения пана Михала». В польско-украинском мини-сериале 1999 года «Огнём и мечом» Володыёвского играет Збигнев Замаховский.